# IVb Brygada Etapowa
IVb Brygada Etapowa – wielka jednostka wojsk wartowniczych i etapowych w okresie II Rzeczypospolitej.
Brygada była podporządkowana Dowództwu Okręgu Etapowego 4 Armii. We wrześniu 1920 dowództwo brygady stacjonowało w Brześciu Litewskim. Dowódca brygady pełnił tymczasowo obowiązki dowódcy Obszaru Warownego Brześć, który miał pełnić rolę umocnionej Stacji Etapowej 4 Armii. Trzy baony etapowe (I i IV warszawski oraz V lubelski) stanowiły tymczasową załogę OWar. Brześć .

## Struktura organizacyjna
Organizacja we wrześniu 1920 
- dowództwo brygady
- I Warszawski batalion etapowy
- IV Warszawski batalion etapowy
- III Litewsko-białoruski batalion etapowy
- V Lubelski batalion etapowy
- Obóz Warowny Brześć
  - Zarząd Budownictwa Wojskowego
  - 1. i 3. kompanie 4 Baonu Saperów
  - trzy baterie artylerii wałowej 90 mm
  - trzy baterie artylerii wałowej 180 mm
  - żandarmeria forteczna
  - oddział cywilny inż. Szutkowskiego
  - stacja gołębi pocztowych
  - kompania robocza jeńców nr 403
  - kompania robocza jeńców nr 411/14

Organizacja w październiku 1920:
- dowództwo brygady – Łuniniec
- I Poznański batalion etapowy
- IV Warszawski batalion etapowy
- IV Lubelski batalion etapowy
- IV Kielecki batalion etapowy

## Dowódcy brygady
- płk kaw. Karol Bolesław Tupalski[a] (był X 1920[2])